# Rafel Nadal Farreras
Rafael Nadal Ferreras (Gerona; España, 1954) es un periodista y escritor español. Debido a la coincidencia de nombre con el tenista Rafael Nadal, firma con el nombre de pluma Rafel Nadal y, en las ediciones internacionales, como Nadal Ferreras.

## Biografía
Es miembro de una notable familia gerundense. Entre sus once hermanos se encuentran Joaquim Nadal (exalcalde de la ciudad y exconsejero del Política Territorial y Obras Públicas de la Generalidad de Cataluña), Manel Nadal (exsecretario general de Movilidad en el Departamento de Política Territorial y Obras Públicas) y Josep Maria Nadal (exrector de la Universidad de Gerona).
A finales de los años 1970 fue corresponsal en París del diario Catalunya Express. Posteriormente pasó por Punt Diari como jefe de redacción (1980), El Periódico de Catalunya (1981-82), El País (1982-1988) y Diari de Barcelona, como subdirector (1989).
En 1990 regresó a El Periódico de Catalunya, donde fue subdirector de contenidos no diarios y suplementos. En 1995 fue nombrado director de Marketing, Proyectos, Expansión y Distribución de Ediciones Primera Plana, donde impulsó el lanzamiento de la edición en catalán de El Periódico. Entre 2001 y 2003 fue director general de la Unidad Audiovisual y Digital del Grupo Zeta. De mayo de 2006 a febrero de 2010 fue director de El Periódico. Durante este período la cabecera recibió reconocimientos como el Premio Nacional de Comunicación y el premio al mejor diario de Europa del European Newspaper Congress, ambos en 2008. Tras dejar El Periódico, ha colaborado en los medios del Grupo Godó (columnista en La Vanguardia y tertuliano en 8tv y RAC1). Ha participado también como tertuliano en programas de TV3.
En 2011 publicó su primer libro, Los mandarines, una recopilación de retratos de políticos y personajes notables conocidos a lo largo de su trayectoria periodística. En 2012 publicó su primera novela, Quan érem feliços, una obra autobiográfica ganadora del premio Josep Pla de prosa en catalán. El 2013 publicó Días de champán, una saga familiar a caballo entre Cataluña y la Champaña francesa. Su obra La maldición de los Palmisano (2015) ha sido traducida a veintidós lenguas, y La señora Stendhal (2017), a cinco.
Su última novela El hijo del italiano (2019) ha sido galardonada con el Premio Ramon Llull, el galardón más reconocido de las letras catalanas. Se han vendido los derechos de las ediciones en castellano (Planeta), en francés (Editis), en italiano (DeA Planeta Libri), y en griego (Klidarithmos).

## Obras
- Los mandarines (Els mandarins, 2011)
- Quan érem feliços (2012)
- Días de champán  (Quan en dèiem xampany, 2013)
- La maldición de los Palmisano (La maledicció dels Palmisano, 2015)
- La señora Stendhal (La senyora Stendhal, 2017)
- El hijo del italiano (El fill de l'italià, 2019)